# 요쓰자와촌
요쓰자와촌(四ツ沢村)은 니가타현 미나미칸바라군에 설치되었던 촌이다.